# 10934 Pauldelvaux
A 10934 Pauldelvaux (ideiglenes jelöléssel 1998 DN34) egy kisbolygó a Naprendszerben. Eric Walter Elst fedezte fel 1998. február 27-én.